# Benahadux
Benahadux község Spanyolországban, Almería tartományban. Lakosainak száma 4808 fő (2024).

## Földrajza
Benahadux Almería, Gádor, Rioja, Pechina és Huércal de Almería községekkel határos.

## Népesség
A település lakosságának változását az alábbi diagram mutatja:
| Lakosok száma | 2888 | 3058 | 3396 | 3940 | 4166 | 4220 | 4185 | 4382 | 4526 | 4808 |
|               | 2001 | 2004 | 2006 | 2009 | 2011 | 2014 | 2016 | 2019 | 2021 | 2024 |